# Catedral de Split
La catedral de San Domnión o de San Duje (o San Domnius, en croata, Katedrala Svetog Dujma) es una catedral católica situada en Split, Croacia, perteneciente a la arquidiócesis de Split-Makarska.
Originalmente era el mausoleo del emperador Diocleciano, aunque fue convertido en catedral en el siglo VIII. Al edificio, de planta octogonal, le fue añadido un alto campanario a finales del siglo XIII. Forma parte del palacio de Diocleciano y, por tanto, es Patrimonio de la Humanidad de la Unesco desde 1979.

## Arquitectura

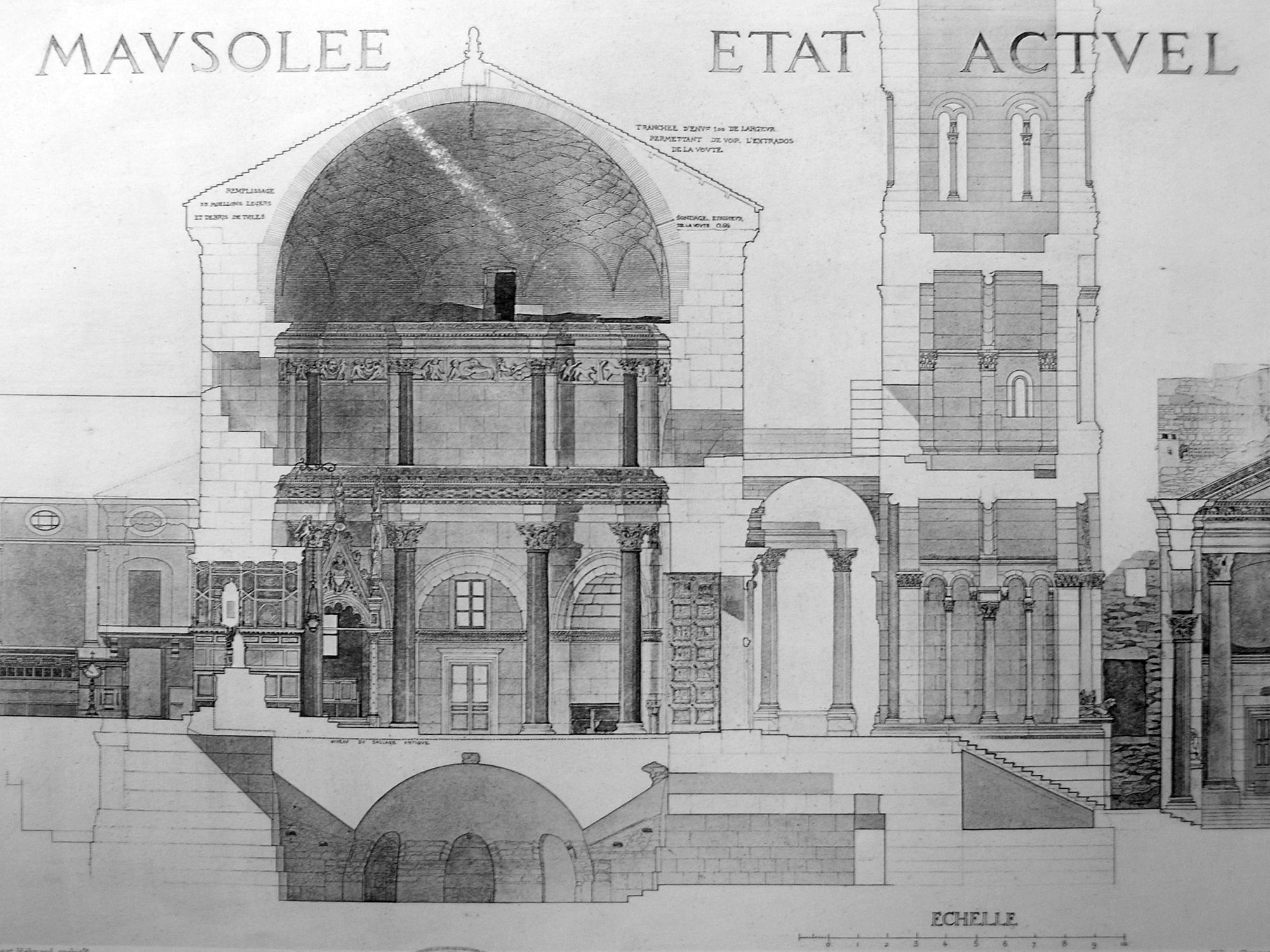
Sección de la catedral

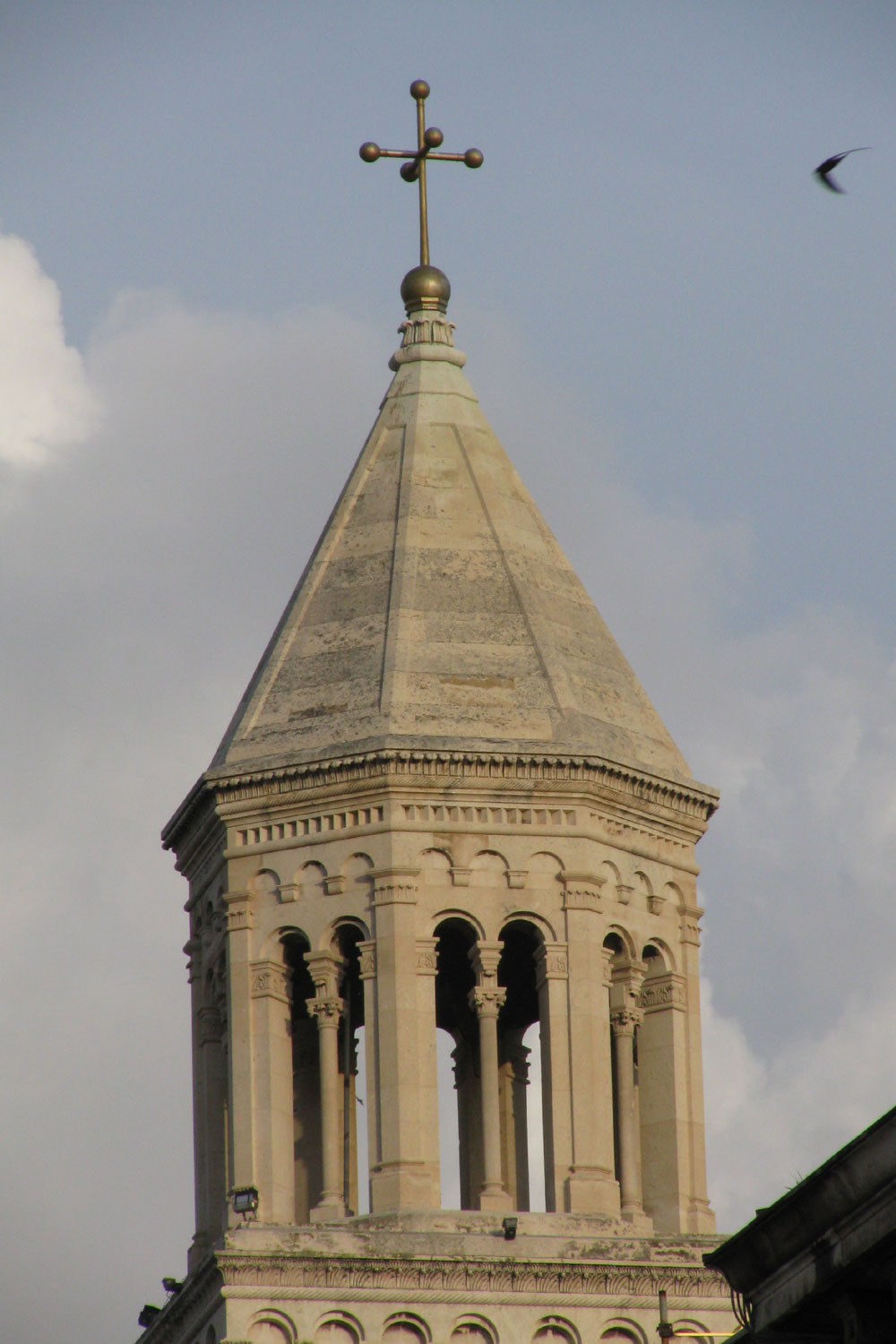
Remate del campanario de la catedral, visto desde la plaza de Pjaca.

El palacio de Diocleciano (en croata: Dioklecijanova palača) es un edificio en el centro de Split, construido para el emperador Diocleciano (oriundo de Dalmacia) a principios del siglo IV. En la intersección de dos calles principales, cardo y decumanus, hay un peristilo de corte monumental, desde el cual el único acceso a la catedral de San Domnius es hacia el este.
La catedral de San Domnius se compone de tres secciones diferentes de diferentes etapas. La parte principal es el mausoleo del emperador Diocleciano, que data de finales del siglo III. El mausoleo fue construido como el resto del palacio con piedra caliza local blanca y mármol de alta calidad, la mayoría procedente de canteras de mármol en la isla de Brač, con toba extraída de los lechos cercanos del río Jadro, y con ladrillos hechos en Salonitan y otras fábricas.
Posteriormente, en el siglo XVII se añadió un coro en el lado este del mausoleo. Para ello se derribó el muro oriental del mausoleo a fin de unificar las dos cámaras.
El campanario fue construido en el año 1100, en estilo románico. La amplia reconstrucción de 1908 cambió radicalmente el campanario y se retiraron muchas de las esculturas románicas originales.
Uno de los mejores ejemplos de escultura románica en Croacia son las puertas de madera de la catedral de San Domnius. Fueron realizados por el escultor y pintor medieval croata Andrija Buvina alrededor de 1214. Dos alas de la puerta de madera de Buvina contienen 14 escenas de la vida de Jesucristo, separadas por ricos ornamentos en madera.